# أنا أسطورة (فلم)
أنا أسطورة (بالإنجليزية: I Am Legend) هو فيلم خيال علمي / رعب أمريكي من إخراج فرانسيس لورانس وبطولة ويل سميث، مأخوذ عن رواية المؤلف الأمريكي ريتشارد ماثيسون أنا أسطورة وهو ثالث فيلم يتناول هذه الرواية بعد الفيلمين آخر رجل على الأرض عام 1964 وفيلم أوميجا مان عام 1971.
يلعب ويل سميث دور روبرت نيفيل الخبير في علم الفيروسات الذي يبقى وحيدا على قيد الحياة في المدينة بعد إصابة الجميع بفيروس جعلهم يتحولون إلى مسوخ بشرية لا يعيشون إلا في الأماكن المظلمة ويحاول سميث من خلال الفيلم أن يكتشف علاج للمرض من أجل إنقاذ البشرية.

## القصة

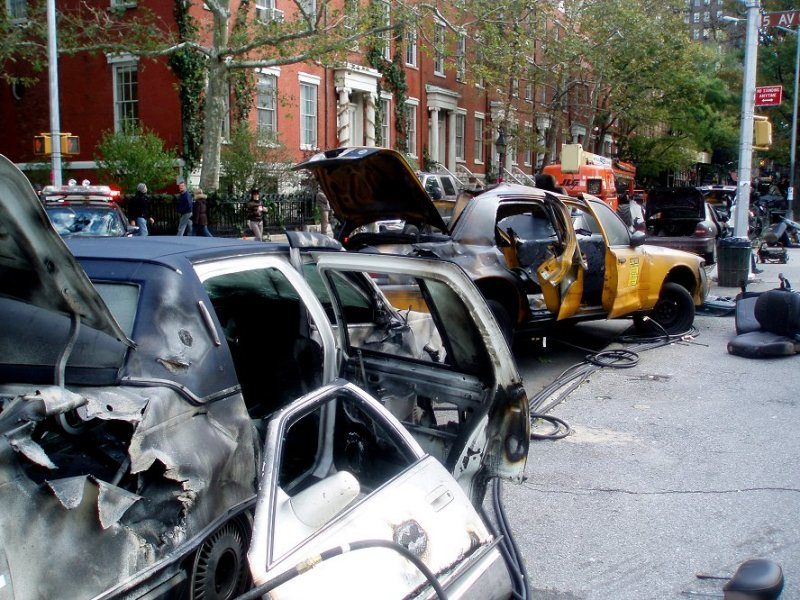
كانت هذه ساحة واشنطن في 31 أكتوبر 2006 عندما تم إعداد المنطقة لإطلاق النار في المساء أنا أسطورة. في الخلفية ، يمكنك رؤية المنزل الذي تعيش فيه شخصية ويل سميث

بعد انتشار الفيروس القاتل عام 2009 أصبح أخصائي الفيروسات روبرت نيفيل هو الوحيد الغير مصاب بالفيروس الموجود في مدينة نيويورك وربما في العالم كله.
مع حلول عام 2012 اكتشف روبرت نيفيل من خلال برامج إخبارية ووثائقة قديمة أن الفيروس القاتل صنع من التعديل في الخصائص الوراثية لفيروس الحصبة من أجل استخدامه في علاج السرطان ولكنه أدى في الواقع إلى نتائج كارثية حيث توفي 90 % من سكان العالم في نهاية العام نتيجة الإصابة بهذا الفيروس وأصيب 9 % من الباقين ولكنه لم يموتوا ثم تدهورت حالتهم إلى أن أصبحوا لا يستطيعون التعرض لأشعة الشمس مما أجبرهم على الاختباء في الأماكن المظلمة أثناء النهار، أما ال 1 % الباقين فهم من النادرين الذين يمتلكون مناعة ضد هذا الفيروس فقد تعرض معظمهم للصيد والقتل على يد المسوخ البشرية وأقدم البعض على الانتحار نتيجة العزلة التي عانوا منها، مما جعل روبرت نيفيل يظن أنه الوحيد الباقي على قيد الحياة.
يقضي روبرت نيفيل أيامه بعد انتشار الفيروس في محاولات لإيجاد علاج للوباء ورحلات للصيد ولجلب الطعام والمؤن، الذهاب إلى الشارع جنوب الميناء وإرسال رسائل لاسلكية على مختلف الموجات من أجل البحث عن ناجين آخرين:
.اسمي روبرت نيفل
أعيش في مدينة نيويورك

أرسل لجميع موجات الــ (أي إم)

سأكون في شارع الميناء الجنوبي كل يوم عند منتصف النهار

عندما تكون الشمس في كبد السماء

لو أنكم هناك بالخارج

لو أنّ أيّ أحد.. هناك بالخارج

يمكنُني توفير الطعام

يمكنُني توفير المأوى

يمكنُني توفير المأمن

لوكان هنالك أيّ أحد بالخارج

أيّ أحد

أرجوكم

لستُم بُمفردكُم
لم يكن يكسر حالة العزلة التي يعاني منها روبرت نيفيل إلا الكلبة سمانتا («سام») والتحدث مع بعض التماثيل الشمعية الموجودة في المتاجر الفارغة.
ظهر من خلال مشهد ارتجاعي أن زوجة روبرت نيفيل وإبنته قد ماتو في حادثة تحطم طائرة -نتيجة الفوضى- أثناء نقلهم خارج المدينة قبل بداية الحجر الصحي على المدينة (قبل 3 أعوام).
يفكر روبرت أن يقوم باستخلاص علاج للفيروس من دمه حيث أنه من النادرين الذين يمتلكون مناعة ضد هذا المرض لذلك يقوم بإعداد فخ واصطياد إمراة مصابة من أجل إجراء الاختبارات عليها بعد ان اكتشف مكان تواجدهم في أحد المباني المهجورة. ويعود بها إلى مختبره الخاص الموجود داخل منزله بينما كان يراقبه رجل مصاب أخر، يحاول روبرت علاج المرأة ولكنه يفشل وبعد خرجه من بيته في أحد الرحلات يتعرض روبرت لفخ مثل الذي صنعه للمرأة ويفقد الوعي ثم يستيقظ باقتراب حلول الظلام فيجاهد من أجل الهرب سريعا قبل حلول الظلام حتى لا يتعرض للهجوم من قبل المسوخ، وأثناء هروبه من المكان يتعرض روبرت للهجوم من كلاب مصابة بالفيروس فيقاتلهم بالتعاون مع الكلبة «سام» والتي تصاب إصابة بالغة اثر عراكها مع تلك الكلاب وعند عودتهِ للمنزل يأخذ روبرت الكلبة «سام» ويتفقد إصابتها فيكتشف أنها قد أصيبت بالفيروس وتبدأ الكلبة بالهجوم عليه إلا أنه يتمكن من خنقها وهو يبكي نتيجة فقدانها، وبعد هذه الأحداث صعبة يصاب روبرت بحالة نفسية سيئة نتيجة شعوره بالوحدة التامة بعد مقتل «سام» فيخرج بسيارته لقتال مجموعة من هؤلاء المسوخ لكنه يخسر أمامهم واثناء هجومهم عليه تظهر أمراة سليمة لانقاذه تسمى «آنا» ومعها طفلها الصغير أتوا من ولاية ماريلاند بعد سماعهم لرسالته الاسلكية ويقومان بتوصيله إلى المنزل ثم تقص «آنا» عليه كيفية نجاتها مع طفلها حتى الآن وتخبره أنهم يجب أن يذهبوا إلى معسكر الناجين في فيرمونت.
يتعرض منزل روبرت للهجوم من قبل المسوخ بعد أن عرفوا مكانه، يحاول روبرت إيقافهم ولكنه لا يستطيع لذا ينسحب نازلاً إلى قبوه مع أنا وطفلها إلى ان يصلا لغرفة ذو زجاج مانع للصوت وضد الانكسار ومع فزعه وخوفا من ان يكسر الزجاج من طرف المسوخ يكتشف أن المرأة التي حقنها بالدواء قد بدأت تتعافى وتظهر عليها أثار التعافي فيقوم بأخد عينة من دمها التي تحتوي على المصل ويقوم بإعطائها ل «آنا» ويطلب منها أن تختبأ مع ابنها في مكان ضيق ذو باب صغير والذي يعتبر المخرج الثاني من الغرفة الزجاجية حتى الصباح بينما يستدير هو لمواجهة المسوخ ولا يجد طريقة لإيقافهم إلا بتفجير نفسهِ معهم بقنبلة، وفي الصباح بعد الدمار والخراب. تخرج «آنا» متجهة لمعسكر الناجين ومعها المصل الذي سينقذ العالم كله.
إلا أنّ الكاتب يعيد صياغة نهاية الفلم مرتين حيث في النهاية الثانية يتفاوض روبرت مع زعيم المسوخ بشكل ما ويمنحهم المرأة المسخ ويتركونه هو وآنا والطفل في سبيلهم فتكمل آنا مع روبرت المشوار في الطريق إلى مستعمرة الناجين.

## وصلات خارجية
- مقالات تستعمل روابط فنية بلا صلة مع ويكي بيانات
- الموقع الرسمي للفيلم

لا توجد روابط لمواقع التواصل الاجتماعي.